# Milan Melník
Milan Melník (ur. 9 maja 1938 w miejscowości Košická Nová Ves) – słowacki chemik, nauczyciel akademicki i polityk, profesor, kandydat w wyborach prezydenckich w 2009 i 2014.

## Życiorys
W 1962 został absolwentem wydziału farmaceutycznego Uniwersytetu Komeńskiego w Bratysławie. Początkowo pracował na macierzystej uczelni, następnie przeszedł do katedry chemii nieorganicznej na Słowackiego Uniwersytetu Technicznego w Bratysławie. Uzyskiwał na niej kolejne stopnie doktorskie (1973, 1990), a w 1993 został profesorem. Odbywał staże naukowe m.in. w Finlandii, Polsce, Włoszech, Kanadzie, Stanach Zjednoczonych i Japonii. Uzyskał członkostwo m.in. w American Chemical Society.
W 2009 jako kandydat bezpartyjny z poparciem Partii Ludowej – Ruchu na rzecz Demokratycznej Słowacji wystartował w wyborach prezydenckich. W pierwszej turze głosowania otrzymał około 1% głosów, zajmując 5. miejsce wśród 7 kandydatów. Ponownie jako niezależny kandydował w wyborach w 2014. Dostał wówczas poniżej 0,5% głosów, zajmując 12. miejsce wśród 14 pretendentów.
W 2008 został odznaczony Orderem Ľudovíta Štúra II klasy.